# Adam Gołębiowski
Adam Kazimierz Gołębiowski (ur. 21 czerwca 1914 w Radziechowie, zm. 15 listopada 1998) – polski i brytyjski chirurg.

## Życiorys
W 1938 ukończył studia na Wydziale Lekarskim Uniwersytetu Jana Kazimierza we Lwowie. Walczył podczas kampanii wrześniowej, a następnie dostał się do niewoli radzieckiej i został skierowany do łagru. Podczas amnestii w 1942 udało mu się dostać do Armii Andersa i przejść z nią szlak bojowy jako lekarz liniowy 2 plutonu sanitarnego 5 kompanii sanitarnej 5 Kresowej Dywizji Piechoty wchodzącej w skład 2 Korpusu Polskiego. W stopniu porucznika walczył pod Monte Cassino, w uznaniu męstwa i ofiarności na polu walki został odznaczony Krzyżem Srebrnym Orderu Virtuti Militari. Po zakończeniu działań wojennych postanowił pozostać na emigracji i przez Francję dostał się w 1946 do Wielkiej Brytanii. Początkowo odbył staż pod kierunkiem sir Thomasa Holmesa Sellorsa na oddziale chirurgicznym London Chest Hospital, a następnie objął stanowisko ordynatora tego oddziału. W 1951 został kierownikiem zakładu chirurgii klatki piersiowej i zastępcą dyrektora Preston Hall Chest Hospital, równocześnie pracował w sanatorium chorób płuc w Maidstone, gdzie przeprowadzał zabiegi w towarzystwie uznanych konsultantów. W 1963 uzyskał stopień konsultanta, a w 1969 został honorowym członkiem Royal College of Surgeons.

## Dorobek naukowy
Dorobek naukowy Adama Gołębiowskiego stanowią liczne publikacje dotyczące chirurgii klatki piersiowej w brytyjskich czasopismach fachowych, wśród nich dwie najważniejsze prace „The Progress of Thoracic Surgery for Pulmonary Tuberculosis” i „Pulmonary Resction in Patients over 70 Years of Age”.